# 가마타 미쓰오
가마타 미쓰오(일본어: 鎌田 光夫, 1937년 12월 16일 ~ )는 일본의 전 축구 선수이다.

## 국가대표팀 경력
그는 1958년 12월5일 홍콩과의 경기에서 일본 국가대표팀에 데뷔했다. 1962년 아시안 게임, 1964년과 1968년 하계 올림픽에 출전했다. 1968년 올림픽 동메달 획득에 기여했다. 그는 1969년까지 국제 A매치 통산 44경기에 출전, 2득점을 넣었다.

## 통계
| 일본 | 일본 | 일본 |
| 연도 | 출전 | 득점 |
| ---- | ---- | ---- |
| 1958 | 2    | 0    |
| 1959 | 10   | 0    |
| 1960 | 0    | 0    |
| 1961 | 7    | 1    |
| 1962 | 7    | 1    |
| 1963 | 4    | 0    |
| 1964 | 2    | 0    |
| 1965 | 3    | 0    |
| 1966 | 0    | 0    |
| 1967 | 2    | 0    |
| 1968 | 3    | 0    |
| 1969 | 4    | 0    |
| 통산 | 44   | 2    |